# Suriname Fashion Week
De Suriname Fashion Week is het grootste mode-evenement van Suriname. Het wordt jaarlijks gehouden in oktober.
In 2012 werd de eerste editie gehouden en in 2013 werd het evenement gefuseerd met de modeweek van Frans-Guyana. Sindsdien wordt het evenement gezamenlijk georganiseerd. Op de catwalk wordt mode getoond van ontwerpers uit beide landen en daarnaast uit Nederland, China en Trinidad & Tobago. De editie van 2019 werd gehouden op de eerste editie van het Heerenstraat Festival, waarvan het de bedoeling is dat het een jaarlijks terugkerend festival wordt.